# Francesco Serato
Francesco Serato (Castelfranco Veneto, 17 de noviembre de 1843 - Bolonia, 14 de diciembre de 1919) fue un violonchelista italiano, padre del también violonchelista Arrigo (1877 a 1948).
Hábil músico, virtuoso del arco, después de realizar severos estudios, fue primer violonchelo de la orquesta del teatro de La Scala y del Comunale de Bolonia, miembro del <Trío de Bolonia> (con Federico Sarti y Gustavo Tofano) y del <Cuarteto de Bolonia> (con Sarti, Adolfo Massarenti y Angelo Consolini). Se encontraba entre los mejores concertistas de su época; compuso varias obras, como Escena campesina para violonchelo. a partir de 1871, se convirtió en profesor del Conservatorio de Bolonia, impartiendo los cursos de violonchelo y formando alumnos excelentes entre los que se encontraba Arturo Bonucci.